# Clubiona hindu
Clubiona hindu är en spindelart som beskrevs av Christa L. Deeleman-Reinhold 200. Clubiona hindu ingår i släktet Clubiona och familjen säckspindlar.
Artens utbredningsområde är Bali. Inga underarter finns listade i Catalogue of Life.